# Zeeroute

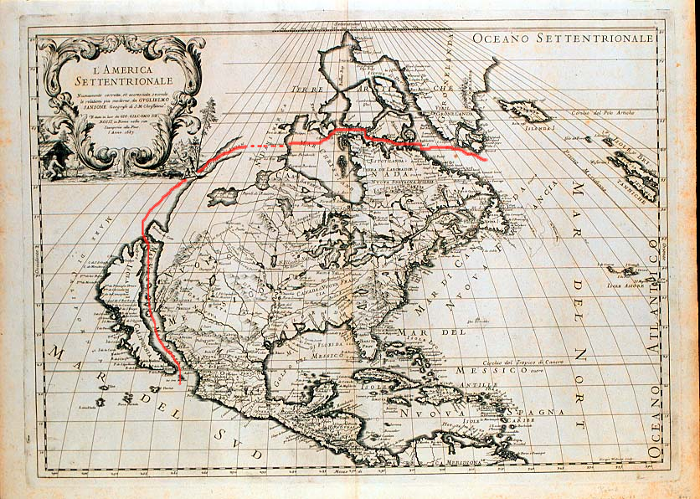
De veronderstelde noordoostelijke doorvaart: de Straat van Anián

Een zeeroute of zeeweg is een route over een of meerdere zeeën, oceanen of zeestraten. Zeeroutes worden beschreven in zeilaanwijzingen als de Ocean Passages for the World die gebruikt worden bij de reisvoorbereiding.
Zeeroutes bestaan al sinds het moment dat de mens zich over de zee begon te verplaatsen, maar van de eersten zijn geen schriftelijke bronnen bekend.
Informatie over zeeroutes werd soms angstvallig geheimgehouden, zoals door de Feniciërs en later de Portugezen met hun Carreira da Índia.
Afhankelijk van het type schip moet rekening gehouden worden met de wind, de waterdiepte en de stroming.